# Feuerwerk
Feuerwerk is een nummer van de Duitse singer-songwriter Wincent Weiss uit 2017. Het is de tweede single van zijn debuutalbum Irgendwas gegen die Stille.
"Feuerwerk" heeft als boodschap om met volle teugen van het leven te genieten. De titel is metaforisch voor de beschreven levensstijl, want net als van vuurwerk wordt van veel bijzondere momenten intensief genoten. Het nummer werd een bescheiden hit in Duitsland, waar het de 26e positie behaalde.

## Tracklijst
Muziekdownload
1. "Feuerwerk" - 3:29